# Liktor
Liktor (latin lictor) var en statstjänsteman i antikens Rom som fungerade som livvakt åt olika ämbetsmän.
Ämbetet har sitt ursprung i kungatiden (före 509 f.Kr.). Liktorn bar ett spöknippe, fascis, som utanför Rom samt i fält var försett med en bila, securis, som bars även i Rom av en diktators liktorer, eftersom en diktator hade rätt att utdela dödsstraff även inom Roms stadsgränser. Liktorerna gick en och en i rad före överhetspersonen, till exempel diktatorn, konsuln eller praetorn och banade väg för denne samt verkställde i övrigt hans befallningar, vilka kunde innefatta gripanden, bestraffningar och till och med dödsstraff. 
Under den romerska republiken hade en konsul tolv liktorer; en praetor hade i Rom två stycken och annars sex. Vissa präster, samt vestaler, hade två liktorer och en diktator hela 24 stycken. Under kejsartiden hade kejsaren först likt konsuln tolv liktorer, men från och med kejsar Domitianus åtnjöt kejsaren 24 stycken. I Rom var liktorn iförd toga (eftersom alla liktorer var romerska medborgare och hade rätt att bära toga innanför Roms stadsgränser) och i fält militärklädsel.
Begravningsliktorn var hantlangare åt anordnaren av likprocessioner.